# Episodi di Quincy (terza stagione)
La terza stagione della serie televisiva Quincy, composta da 20 episodi, è stata trasmessa in prima visione negli Stati Uniti d'America da NBC dal 16 settembre 1977 al 10 marzo 1978.
| nº | Titolo originale                          | Titolo italiano                        | Prima TV USA      | Prima TV Italia |
| -- | ----------------------------------------- | -------------------------------------- | ----------------- | --------------- |
| 1  | No Deadly Secret                          | Il cadavere scomparso                  | 16 settembre 1977 |                 |
| 2  | A Blow to the Head... A Blow to the Heart | Un colpo alla testa, un colpo al cuore | 23 settembre 1977 |                 |
| 3  | A Dead Man's Truth                        | La polizia uccide                      | 30 settembre 1977 |                 |
| 4  | A Question of Time                        | Questione di tempo                     | 14 ottobre 1977   |                 |
| 5  | Death Casts a Vote                        | Meglio morto che vivo                  | 21 ottobre 1977   |                 |
| 6  | Tissue of Truth                           | Sepolto vivo                           | 28 ottobre 1977   |                 |
| 7  | Holding Pattern                           | Ore di angoscia                        | 4 novembre 1977   |                 |
| 8  | Main Man                                  | Campione                               | 11 novembre 1977  |                 |
| 9  | The Hero Syndrome                         | Eroe mancato                           | 18 novembre 1977  |                 |
| 10 | Touch of Death                            | Il tocco della morte                   | 2 dicembre 1977   |                 |
| 11 | The Deadly Connection                     | Legame mortale                         | 9 dicembre 1977   |                 |
| 12 | Last of the Dinosaurs                     | L'ultimo dei dinosauri                 | 16 dicembre 1977  |                 |
| 13 | Crib job                                  | La terza età                           | 6 gennaio 1978    |                 |
| 14 | Matters of Life and Death                 | Questione di vita o di morte           | 20 gennaio 1978   |                 |
| 15 | Passing                                   | Un teschio nel deserto                 | 27 gennaio 1978   |                 |
| 16 | Accomplice to Murder                      | Complicità in omicidio                 | 3 febbraio 1978   |                 |
| 17 | Ashes to Ashes                            | Non c'è due senza tre                  | 10 febbraio 1978  |                 |
| 18 | Gone But Not Forgotten                    | Cadavere in frigorifero                | 17 febbraio 1978  |                 |
| 19 | Double Death                              | Duplice omicidio                       | 3 marzo 1978      |                 |
| 20 | Requiem for the Living                    | Requiem per i vivi                     | 10 marzo 1978     |                 |

## Il cadavere scomparso
- Titolo originale: No Deadly Secret
- Diretto da: Jackie Cooper
- Scritto da: David Karp (accreditato come Wallace Ware)

### Trama
Alle 4 del mattino, Quincy viene svegliato dall'arrivo di un uomo alla sua barca. È in pessime condizioni e muore prima che Quincy possa fare qualsiasi cosa per salvarlo.

## Un colpo alla testa, un colpo al cuore
- Titolo originale: A Blow to the Head... A Blow to the Heart
- Diretto da: Corey Allen
- Scritto da: Mann Rubin

### Trama
Quando un pugile muore dopo aver combattuto un incontro, il suo allenatore viene accusato di non essersi preso cura di lui. Quincy scopre che c'è dell'altro. Nel frattempo, l'avversario del pugile morto inizia a uscire con la sorella del defunto, mentre sua madre lo incolpa per la morte di suo figlio.

## La polizia uccide
- Titolo originale: A Dead Man's Truth
- Diretto da: Vic Morrow
- Scritto da: Stephen Downing (accreditato come Adrian Leeds)

### Trama
Un ufficiale di polizia alle prime armi viene coinvolto in una sparatoria mortale. All'inizio, Quincy dubita della storia dell'ufficiale, ma poi scopre che non tutto ciò che ha detto era una bugia.

## Questione di tempo
- Titolo originale: A Question of Time
- Diretto da: Ray Danton (accreditato come Raymond Danton)
- Scritto da: Irv Pearlberg (accreditato come Irving Pearlberg)

### Trama
Un presunto annegamento accidentale in un centro benessere mette Quincy contro un avvocato astuto, assunto per impedire che la pubblicità negativa influisca sui profitti.

## Meglio morto che vivo
- Titolo originale: Death Casts a Vote
- Diretto da: Ron Satlof (accreditato come Ronald Satlof)
- Scritto da: William Froug

### Trama
Quando un giovane lavoratore sindacale muore, apparentemente suicidandosi per avvelenamento da monossido di carbonio, entrambi i suoi capi vengono sospettati.

## Sepolto vivo
- Titolo originale: Tissue of Truth
- Diretto da: Ray Danton (accreditato come Raymond Danton)
- Scritto da: George Bellak (accreditato come Max McClellan)

### Trama
Quincy lotta contro il tempo e una fornitura di ossigeno in esaurimento per individuare la prigione sotterranea di una vittima di rapimento dopo che il rapitore del ragazzo è rimasto ucciso in un incidente d'auto.

## Ore di angoscia
- Titolo originale: Holding Pattern
- Diretto da: Ron Satlof (accreditato come Ronald Satlof)
- Scritto da: Robert Hamner (sceneggiatura) e Adam Singer (soggetto)

### Trama
Quincy deve convincere un gruppo di dirottatori che l'aereo su cui si trovano loro e i loro ostaggi è stato esposto a un virus mortale.

## Campione
- Titolo originale: Main Man
- Diretto da: Ray Danton
- Scritto da: Irv Pearlberg (sceneggiatura) e Ray Danton (soggetto)

### Trama
L'autopsia su una stella del football universitario rivela una malattia cerebrale congenita e Quincy esorta il fratello minore della vittima a rimanere fuori dalla prossima partita del liceo.

## Eroe mancato
- Titolo originale: The Hero Syndrome
- Diretto da: Gerald Mayer
- Scritto da: Albert Aley

### Trama
Un uomo confessa un omicidio, pensando di aver ucciso il suo capo, ma Quincy non è convinto che il suo colpo sia stato quello che ha ucciso l'uomo e crede che non sia lui il colpevole.

## Il tocco della morte
- Titolo originale: Touch of Death
- Diretto da: Alexander Singer
- Scritto da: Joe Hyams e Pat Strong

### Trama
Il cugino di Sam, Tad Kimura, è una giovane stella nascente dei film di arti marziali. Sfortunatamente, muore inaspettatamente durante le riprese del suo ultimo film.

## Legame mortale
- Titolo originale: The Deadly Connection
- Diretto da: Alex March
- Scritto da: Sheldon Stark

### Trama
Dopo che dodici persone in una piccola città sono vittime di una misteriosa epidemia, Quincy e Sam vengono inviati in missione per identificare la malattia, prima che le vittime muoiano.

## L'ultimo dei dinosauri
- Titolo originale: Last of the Dinosaurs
- Diretto da: Ray Danton
- Scritto da: Leonard Stadd

### Trama
Quando Will Preston, una star del cinema western e uno degli idoli di Quincy, viene trovato morto, Quincy discute con il tenente Monahan su cosa abbia realmente causato la sua morte.

## La terza età
- Titolo originale: Crib Job
- Diretto da: Alex March
- Scritto da: Milton S. Gelman

### Trama
Dopo aver affrontato quello che sembra essere un caso di omicidio aperto e chiuso, Quincy è pronto a chiudere le sue scoperte. Poi riceve una richiesta da un suo amico che gestisce un programma che aiuta vecchi e giovani a lavorare insieme.

## Questione di vita o di morte
- Titolo originale: Matters of Life and Death
- Diretto da: Paul Krasny
- Scritto da: Albert Aley

### Trama
A Quincy viene chiesto di coprire un medico di famiglia che lavora in una piccola comunità a nord di Los Angeles. Lì viene coinvolto in un caso di negligenza medica dopo la morte di un uomo del posto.

## Un teschio nel deserto
- Titolo originale: Passing
- Diretto da: David Alexander
- Scritto da: Mann Rubin (sceneggiatura e soggetto), David Shaw (sceneggiatura) (accreditato come Samuel D. Shamforoff) e Lois Gibson (soggetto)

### Trama
Quincy corre contro il tempo per dimostrare che il cranio di un'apparente vittima di omicidio è quello di un leader sindacale scomparso due anni prima.

## Complicità in omicidio
- Titolo originale: Accomplice to Murder
- Diretto da: Alex March
- Scritto da: Frank Telford

### Trama
Una donna muore improvvisamente quando sorprende un ladro nella sua casa. Quincy scopre che la sua morte è stata il risultato di un trauma prolungato di suo marito, un impenitente picchiatore della moglie che è politicamente abbastanza potente da minacciare la carriera di Quincy.

## Non c'è due senza tre
- Titolo originale: Ashes to Ashes
- Diretto da: Herb Wallerstein
- Scritto da: Max Hodge (sceneggiatura) e Charles McDaniel (soggetto) (accreditato come Charles A. McDaniel)

### Trama
Una giovane donna muore in un bar, apparentemente per un attacco di cuore. Dopo l'autopsia, Quincy è sicuro che qualcosa non sia come sembra e presto scopre alcuni fatti inquietanti sul marito della vittima.

## Cadavere in frigorifero
- Titolo originale: Gone But Not Forgotten
- Diretto da: Paul Krasny
- Scritto da: Tom Sawyer e Reyn Parke

### Trama
Quincy indaga sulla morte di un eccentrico milionario, il cui sontuoso attico era protetto da un sistema di sicurezza apparentemente impenetrabile.

## Duplice omicidio
- Titolo originale: Double Death
- Diretto da: Robert Douglas
- Scritto da: Albert Aley

### Trama
Quincy ha dei dubbi sulle scoperte del dottor Asten in un'autopsia che ha eseguito su un uomo, morto nell'incendio di un nightclub. Asten ritiene che l'uomo sia vittima di un omicidio, mentre Quincy ritiene che potrebbe essere morto per cause naturali.

## Requiem per i vivi
- Titolo originale: Requiem for the Living
- Diretto da: Rowe Wallerstein
- Scritto da: Irv Pearlberg (sceneggiatura) (accreditato come Irving Pearlberg) e Ray Danton (soggetto)

### Trama
Mentre lavorano fino a tardi in obitorio, Quincy e Sam vengono presi in ostaggio dal capo del sindacato Vincent DiNardi. L'uomo è stato avvelenato e vuole che i due medici legali scoprano come gli è stata somministrata la tossina.